# Centromerus anoculus
Centromerus anoculus är en spindelart som beskrevs av Jörg Wunderlich 1995. Centromerus anoculus ingår i släktet Centromerus och familjen täckvävarspindlar.
Artens utbredningsområde är Madeira. Inga underarter finns listade i Catalogue of Life.